# The Perils of Pauline (1933)
The Perils of Pauline is een Amerikaanse filmreeks uit 1933, bestaande uit 12 korte films. De filmreeks is een nieuwe versie van de gelijknamige filmreeks uit 1914.
De serie werd geproduceerd door Universal Studios. De hoofdrol werd vertolkt door Evalyn Knapp.

## Verhaal
Pauline Hargrave en haar vader professor Hargrave reizen naar Indochina in de hoop een ivoren schijf te vinden waarop de formule van een dodelijk gas gegraveerd staat. Ze zijn echter niet de enige geïnteresseerden. Een kwaadaardige geleerde heeft ook zijn zinnen gezet op de schijf, en huurt een groep criminelen in om deze koste wat het kost in handen te krijgen.

## Rolverdeling
| Acteur          | Personage                           |
| --------------- | ----------------------------------- |
| Evalyn Knapp    | Pauline Hargrave                    |
| Craig Reynolds  | Robert Ward                         |
| William Desmond | Professer Thompson                  |
| James Durkin    | Professer Hargrave, Pauline's vader |
| John Davidson   | Dokter Bashan                       |
| Sonny Ray       | Willie Dodge                        |
| Frank Lackteen  | Fang                                |

## Achtergrond
De 12 films in de reeks zijn:
1. The Guns of Doom
2. The Typhoon of Terror
3. The Leopard Leaps
4. Trapped by the Enemy
5. The Flaming Tomb
6. Pursued by Savages
7. Tracked by the Enemy
8. Dangerous Depths
9. The Mummy Walks
10. The Night Attacks
11. Into the Flames
12. Confu's Sacred Secret